# Podruh
Podruh (latinsky inquilinus, německy Miethmann, Inwohner, Einwohner) byl nájemník bydlící v nájmu (tedy podruží) u sedláka (případně jiného venkovského majitele nemovitosti). Zpravidla se také živil jako námezdní zemědělský dělník, takže byl u sedláka členem čeládky, tedy čeledínem(ve Wikislovníku). Na Moravě se podruhům říkalo hofer (z Hofherr, protože obývali stavení na dvoru).